# Кулиев, Мелик Алиш оглы
Мелик Алиш оглы Кулиев (азерб. Məlik Alış oğlu Quliyev; 1 июля 1901, Астрахан-Базар — 7 июня 1987) — советский азербайджанский хлебороб, Герой Социалистического Труда (1950).

## Биография
Родился 1 июля 1901 года в селе Астрахан-Базар Ленкоранского уезда Бакинской губернии (ныне город Джалилабад Джалилабадского района, Азербайджан).
Участник Великой Отечественной войны.
С 1945 года звеньевой, с 1950 года бригадир, с 1955 года агротехник и заведующий животноводческой фермой колхоза имени Нариманова, с 1964 года начальник отряда противопожарной обороны колхоза имени Рухуллы Ахундова Джалилабадского района. В 1949 году получил урожая пшеницы 28,4 центнеров с гектара на площади 20 гектаров.
Указом Президиума Верховного Совета СССР от 17 августа 1950 года за получение высоких урожаев пшеницы в 1949 году Кулиеву Мелику Алиш оглы присвоено звание Героя Социалистического Труда с вручением ордена Ленина и золотой медали «Серп и Молот».
Активно участвовал в общественной жизни Азербайджана. Член КПСС с 1953 года.